# 池田全徳
池田 全徳（いけだ まさのり、1953年1月22日 - ）は、日本の経営者。日本触媒社長、会長を務めた。

## 来歴・人物
兵庫県出身。1975年に東京大学工学部を卒業し、1976年に日本触媒に入社した。2003年に取締役に就任し、2006年に常務を経て、2010年に副社長に就任し、2011年4月には社長に昇格した。2017年4月に会長を経て、2018年6月には相談役に就任。
2023年11月に旭日中綬章を受章。